# The Bells Sketch
The Bells Sketch je první EP anglického hudebníka Jamese Blakea. Vydalo jej v březnu roku 2010 hudební vydavatelství Hessle Audio a veškeré nástroje náhrál sám Blake, který je rovněž producentem nahrávky. Album obsahuje tři skladby a bylo vydáno na dvanáctipalcové gramofonové desce. Společně s nahrávkami CMYK a Klavierwerke toto EP zařadil hudební server Pitchfork Media mezi padesát nejlepších alb roku 2010.

## Seznam skladeb
Autorem všech skladeb je James Blake.
| Pořadí | Název             | Délka |
| ------ | ----------------- | ----- |
| 1.     | The Bells Sketch  | 4:18  |
| 2.     | Buzzard & Kestrel | 5:43  |
| 3.     | Give a Man a Rod  | 4:36  |